# Daria Kartashova
Daria Anatólievna Kartashova –en ruso, Дарья Анатольевна Карташова– (Nizhni Nóvgorod, 28 de julio de 1997) es una deportista rusa que compitió en natación. Ganó una medalla de bronce en el Campeonato Europeo de Natación en Piscina Corta de 2015, en la prueba  de 4 × 50 m libre.

## Palmarés internacional
| Campeonato Europeo en Piscina Corta | Campeonato Europeo en Piscina Corta | Campeonato Europeo en Piscina Corta | Campeonato Europeo en Piscina Corta |
| Año                                 | Lugar                               | Medalla                             | Prueba                              |
| ----------------------------------- | ----------------------------------- | ----------------------------------- | ----------------------------------- |
| 2015                                | Netanya (Israel)                    | Medalla de bronce                   | 4 × 50 m libre                      |